# Кушербаев, Крымбек Елеуович
Крымбе́к Еле́уович Кушерба́ев (20 мая 1955, г. Казалинск, Кзыл-Ординская область, Казахская ССР) — казахстанский государственный и политический деятель, дипломат, государственный секретарь РК (2019—2022), аким Кызылординской области РК (2013—2019), доктор политических наук, кандидат философских наук.

## Биография
Родился 20 мая 1955 года в городе Казалинске Кзыл-Ординской области. Происходит из подрода жакайым рода шекты племени Алимулы, .
Трудовую деятельность начал в 1978 году инженером, затем начальником группы подготовки производства ПМК-112 СПО «Главриссовхозстрой» (г. Кызыл-Орда).
С 1979 года — начальник штаба Всесоюзной ударной комсомольской стройки — рисовые инженерные системы Кызылординской области.
С 1981 по 1982 годы — заведующий сектором комсомольских организаций ударных строек ЦК ЛКСМ Казахстана.
С 1982 по 1983 годы — ответорганизатор ЦК ЛКСМ Казахстана.
С 1983 по 1986 годы — Первый секретарь Кызылординского горкома ЛКСМ Казахстана.
С 1986 по 1988 годы — заместитель заведующего отделом комсомольских организаций, затем заведующий отделом культуры ЦК ЛКСМ Казахстана.
С 1988 по 1991 годы — аспирант Академии общественных наук при ЦК КПСС (г. Москва).
В течение 1991 года, непродолжительное время работает референтом Референтуры по культуре и межнациональным отношениям аппарата Президента Казахской ССР.
С 1991 по 1994 годы — помощник заместителя Премьер-Министра Республики Казахстан.
В 1994-1995 годах — глава Калининской районной администрации города Алматы.
В 1995 году — заместитель руководителя аппарата — заведующий отделом внутренней политики аппарата Кабинета Министров Республики Казахстан.
С 1995 по 1996 годы — заместитель руководителя аппарата — заведующий отделом территориального развития аппарата Правительства Республики Казахстан
С 1996 по 1997 годы — пресс-секретарь — руководитель Пресс-службы Президента Республики Казахстан.
С октября 1997 по январь 1999 года — министр образования, культуры и здравоохранения Республики Казахстан.
В январе 1999 года, в связи с реорганизацией министерства занял пост министра здравоохранения, образования и спорта Республики Казахстан, а с октября 1999 — министра образования и науки.
С 18 декабря 2000 года — аким Западно-Казахстанской области.
С ноября 2003 года — Чрезвычайный и полномочный посол Республики Казахстан в Российской Федерации, Чрезвычайный и полномочный посол Республики Казахстан в Финляндской Республике (по совместительству); Чрезвычайный и полномочный посол Республики Казахстан в Республике Армения (по совместительству).
24 января 2006 года занял должность акима Мангистауской области. 22 декабря 2011 года подал в отставку с поста акима Мангистауской области после возникших беспорядков в г. Жанаозен.
13 июля 2012 года Распоряжением Главы государства назначен советником Президента Республики Казахстан.
26 сентября 2012 года Указом Президента Республики Казахстан назначен Заместителем Премьер-Министра Республики Казахстан.
16 января 2013 года Указом Главы государства освобожден в связи с переходом на другую работу от должности Заместителя Премьер-Министра Республики Казахстан.
17 января 2013 года Указом Президента Республики Казахстан № 474 назначен акимом Кызылординской области.
18 мая 2018 года Указом Президента Республики Казахстан продлены полномочия Кушербаеву Крымбеку Елеуовичу — акиму Кызылординской области со дня достижения пенсионного возраста до 20 мая 2021 года включительно.
28 июня 2019 года Указом Президента Республики Казахстан назначен Руководителем Администрации Президента Республики Казахстан.
18 сентября 2019 года — 5 января 2022 года занимал должность Государственного Секретаря Республики Казахстан.
С 17 ноября 2022 года —  Независимый директор и член совета директоров АО  "Эмбамунайгаз". 

## Зарплата
В августе 2016 года всем акиматам были разосланы запросы с просьбой обнародовать оклады первых руководителей. Заработная плата акима Кызылординской области Крымбека Кушербаева составила 716 866 тенге в месяц

## Награды

### Награды Казахстана
- Ордена:

| Страна    | Дата | Награда                                                                                   | Награда                                                                                   |
| --------- | ---- | ----------------------------------------------------------------------------------------- | ----------------------------------------------------------------------------------------- |
| Казахстан | 2003 | Кавалер ордена Парасат                                                                    | Кавалер ордена Парасат                                                                    |
| Казахстан | 2009 | Кавалер ордена «Барыс» 2 степени                                                          | Кавалер ордена «Барыс» 2 степени                                                          |
| Казахстан | 2015 | Кавалер ордена «Қазақстан Республикасының Тұңғыш Президенті — Елбасы Нұрсұлтан Назарбаев» | Кавалер ордена «Қазақстан Республикасының Тұңғыш Президенті — Елбасы Нұрсұлтан Назарбаев» |

- Медали:

| Страна    | Дата | Награда                                                      | Награда                                                      |
| --------- | ---- | ------------------------------------------------------------ | ------------------------------------------------------------ |
| Казахстан | 1998 | Памятная медаль «Астана»                                     | Памятная медаль «Астана»                                     |
| Казахстан | 2001 | Юбилейная медаль «10 лет независимости Республики Казахстан» | Юбилейная медаль «10 лет независимости Республики Казахстан» |
| Казахстан | 2006 | Юбилейная медаль «10 лет Парламенту Республики Казахстан»    | Юбилейная медаль «10 лет Парламенту Республики Казахстан»    |
| Казахстан | 2008 | Юбилейная медаль «10 лет Астане»                             | Юбилейная медаль «10 лет Астане»                             |
| Казахстан | 2011 | Юбилейная медаль «20 лет независимости Республики Казахстан» | Юбилейная медаль «20 лет независимости Республики Казахстан» |

### Награды России
| Страна                        | Дата         | Награда                                                | Награда                                                |
| ----------------------------- | ------------ | ------------------------------------------------------ | ------------------------------------------------------ |
| Россия                        | 18 июля 2006 | Кавалер ордена Дружбы                                  | Кавалер ордена Дружбы                                  |
| Россия / Астраханская область | 2008         | Медаль ордена «За заслуги перед Астраханской областью» | Медаль ордена «За заслуги перед Астраханской областью» |